# Чистое (Альменевский район)
Чистое — село в Альменевском районе Курганской области России. Входит в состав Ягоднинского сельсовета.

## География
Село находится на юго-западе Курганской области, в пределах южной части Западно-Сибирской равнины, на берегах озера Чистое, на расстоянии примерно 18 километров (по прямой) к востоку-юго-востоку (ESE) от села Альменево, административного центра района. Абсолютная высота — 169 метров над уровнем моря.
Климат классифицируется как влажный континентальный с тёплым летом (согласно классификации климатов Кёппена — Dfb). Среднегодовая температура воздуха положительная и составляет +2,1 °C. Средняя температура самого холодного месяца (января) составляет −16,3 °С, самого жаркого месяца (июля) — +19,4 °С. Расчётная многолетняя норма осадков — 417 мм. Наименьшее количество осадков выпадает в марте (14 мм), наибольшее количество — в июле (76 мм). 

## История
Деревня при озере Чистом была основана государственными крестьянами. К 1782 году она насчитывала 6 дворов. Главы семей: Галеченин Сергей Яковлевич, Дюрягин Алексей Иванович, Дюрягин Федор Иванович, Дюрягин Андрей Гурьянович, Худобородов Трофим Степанович, Мальцов Петр Степанович. Общая численность жителей деревни составляла 36 человек, из них 18 человек женского пола и 18 человек мужского пола. 
По указу Челябинского нижнего земского суда от 15 декабря 1787 года № 2479 причислены с начала 1788 году отошедшие от услуг помещика Кузнецова дворовые люди: семьи Липина Григория Ивановича, Липина Николая Ивановича, вдовы умершего Савелия Липина жены Аксинии Гурьяновны и Липина Никиты Михайловича. По указу Челябинского нижнего земского суда от 22 августа 1791 года № 103 причислены с начала 1792 году отошедшие от холопства от майора Федора Кузнецова дворовые люди» Уланов Николай Фролович с семьей.
По ревизии 1795 года в деревне проживал 101 человек, из них мужского пола 46 человек, женского пола 55 человек. 
Деревня Чистая находилась в Косулинской волости Челябинского уезда Оренбургской губернии.
В «Списке населенных мест Российской империи», изданном в 1871 году (по данным 1866 года), населённый пункт упомянут как деревня Чистая Челябинского уезда (4-го стана), при озере Чистом, расположенная в 175 верстах от уездного города Челябинска. В деревне насчитывалось 57 дворов и проживало 345 жителей (195 мужчин и 150 женщин).
В начале лета 1918 года была установлена белогвардейская власть (26 мая белочехи захватили г. Челябинск, 4 июня — станцию Шумиха).
15 июля 1919 года на Восточном фронте против Колчака 1-й Симбирский рабочий полк у д. Парамоново вел ожесточенный бой с белоказаками. Бой длился 20 часов и закончился разгромом белых. В бою погиб командир полка Космовский и его помощник Фокин.
В 1919 году образован Чистовский сельсовет.
В 1926 году в деревне имелось 153 хозяйства и проживало 663 человека (307 мужчин и 356 женщин). В административном отношении Чистое являлось центром сельсовета Долговского района Челябинского округа Уральской области. Функционировала школа I ступени.
В годы Советской власти жители работали в колхозе «Рассвет». 
Законом Курганской области от 25 октября 2017 года N 93 Чистовский сельсовет объединён с Рыбновским сельсоветом и Ягоднинским сельсоветом в один Ягоднинский сельсовет.

## Население
| 1782 | 1795 | 1866 | 1891 | 1900 | 1916 | 1926 |
| ---- | ---- | ---- | ---- | ---- | ---- | ---- |
| 36   | ↗101 | ↗345 | ↗684 | ↘499 | ↗631 | ↗663 |
| 1989 | 2002 | 2010 | 2012 | 2013 | 2014 | 2015 |
| ↘472 | ↘363 | ↘299 | ↘280 | ↘261 | ↗263 | ↘250 |
| 2016 | 2017 |      |      |      |      |      |
| ↘248 | ↗254 |      |      |      |      |      |

Гендерный состав
По данным Всероссийской переписи населения 2010 года в гендерной структуре населения мужчины составляли 49,7 %, женщины — соответственно 50,3 %.
Национальный состав
Согласно результатам Всероссийской переписи населения 2002 года, в национальной структуре населения русские составляли 94 %.
По переписи населения 1926 года проживало 663 человека, все русские.

## Инфраструктура
В селе функционируют основная общеобразовательная школа (ранее была деревянная трёхклассная школа, к октябрю 1964 года построена кирпичная семилетняя школа), фельдшерско-акушерский пункт, дом культуры, библиотека и отделение Почты России.
Мемориальный ансамбль землякам, погибшим в годы Великой Отечественной войны. Открыт в 1986 году. Стена с надписью «ОДНОСЕЛЬЧАНАМ СЛАВА!». Внизу расположены плиты со списками погибших. Слева и справа от стены – стелы. На одной — солдат в каске, на другой — плита с надписью. Перед стелами две тумбы с надписью 1941 и 1945. К стене ведут три ступени.

## Улицы
Уличная сеть населённого пункта состоит из пяти улиц и одного переулка.